# Мордовцев, Даниил Лукич
Дании́л Луки́ч Мордо́вцев (7 [19] декабря 1830, слобода Даниловка, Область Войска Донского — 10 (23) июня 1905, Кисловодск; похоронен в Ростове-на-Дону) — русский и украинский писатель, историк и публицист. Автор популярных в своё время исторических романов на темы из казацкой истории XVII—XVIII веков. Помимо русского, писал также на украинском языке.

## Биография
Родился в семье украинского происхождения. Его отец Лука Мордовец был управляющим слободы Даниловка, где и родился будущий писатель, доверенным лицом помещиков из донских казаков Ефремовых. Мать была дочерью даниловского священника Дионисиева. Даниил самый младший ребёнок в семье. У него было трое братьев и сестра. Отец умер рано, когда Даниилу не исполнилось и года.
Первым учителем пятилетнего Даниила стал слободской дьячок Фёдор Листов. Он обучал ребёнка по старославянским книгам, которые в изобилии водились в доме Мордовцевых. По воспоминаниям старожилов, отец писателя «был хохол старого закала, начётчик, любитель древней письменности и обладатель обширной старинной библиотеки».
Учение легко давалось Даниилу, в семь лет он сочинил первые стихи. Сильное впечатление оказала на будущего писателя случайно найденная книга «Потерянный рай» Мильтона, которую Даниил выучил наизусть почти полностью. В девять лет Мордовцева отправили в станицу Усть-Медведцкую, в местное окружное училище, которое он закончил в 14 лет с похвальным листом.
В августе 1844 года поступил во 2-й класс Саратовской гимназии. Здесь он знакомится с Александром Николаевичем Пыпиным, а через него с двоюродным братом Пыпина Н. Г. Чернышевским.
По окончании гимназии в 1850 году поступает в Казанский университет на физико-математический факультет. Но впечатленные познаниями Мордовцева в гуманитарных науках, преподаватели советуют ему перевестись на историко-филологический.
Последовав этому совету, Мордовцев учился у профессора Григоровича, известного в то время слависта. Пыпин уговаривает своего друга перевестись в Санкт-Петербургский университет. В то время Мордовцев переводит на украинский язык «Краледворскую рукопись» и отсылает перевод столичному профессору И. И. Срезневскому, который одобрил эту работу. При поддержке Срезневского в 1851 году Мордовцев переводится на второй курс Петербургского университета, который он закончил в 1854 году со степенью кандидата, после чего уехал служить в Саратов.
В том же году Мордовцев женится на Анне Никаноровне Пасхаловой. Она была старше писателя на семь лет, и у неё уже было двое детей. В Саратове Даниил Лукич тесно сблизился с сосланным туда Н. И. Костомаровым. 16 августа 1856 года Мордовцев был назначен на пост начальника губернского стола с обязанностями переводчика, а также стал редактором неофициальной части «Губернских ведомостей». Пользуясь возможностями, предоставленными ему новой должностью, Мордовцев собирает богатый материал по истории Саратовского края, который он публикует в «Губернских ведомостях». В 1859 году вместе с Костомаровым публикует «Малорусский литературный сборник», куда попадают его научные произведения о малорусском наречии. В этом же году выходит его первый исторический рассказ «Медведицкий бурлак». Мордовцев заявляет о себе как историческом писателе.

В 1864 году Мордовцев покидает Саратов из-за трений с новым губернатором и уезжает в Петербург, где занимает должность младшего столоначальника в хозяйственном департаменте министерства внутренних дел. Но через три года вновь возвращается в Саратов и служит правителем дел в комиссии народного продовольствия, секретарём попечительного о тюрьмах комитета, младшим помощником правителя губернской канцелярии. В 1869 году Мордовцева назначают правителем дел губернской канцелярии и секретарем статистического комитета. Публикует в журнале «Дело» обличительные очерки под рубрикой «Накануне воли» о жизни крестьян и помещиков, чем вызывает недовольство начальства. Весной 1872 года губернатор М. Н. Галкин-Враской отправляет Мордовцева в отставку. 

Памятная доска в Ростове-на-Дону

В 1872 году писатель перебирается в Петербург. Здесь в 1873 году он устраивается на службу в министерство путей сообщения, где дослужился до чина действительного статского советника. Поборник земской реформы, Мордовцев поместил в «Отечественных записках» ряд обзоров, составивших книгу «Десятилетие русского земства» (СПб., 1877). В 1870-е гг. он часто публиковался в «Голосе», «Деле», «Всемирном труде», «Неделе» и других изданиях. Взгляды его (по оценке марксистской «Литературной энциклопедии») представляли «весьма путаную смесь умеренного народничества, „славянских“ симпатий и украинского национализма» с идеализацией старорусского уклада.
В 1885 году покончил с собой приёмный сын писателя Виктор Пасхалов, вскоре за тем ушла из жизни жена Мордовцева. Мордовцев оставляет службу и переезжает в Ростов-на-Дону. Он совершает ряд путешествий в Египет, Палестину, Францию, Италию и Испанию. Результатом чего получилось много написанных литературно-исторических произведений. С 1898 года сотрудничает в Благотворительном обществе издания общеполезных и дешёвых книг.
24 апреля 1905 года в Петербурге широко отмечалось пятидесятилетие литературного творчества писателя. Но петербургский климат плохо сказался на здоровье писателя, в мае обострилась старая болезнь Мордовцева — воспаление лёгких. Он возвращается в Ростов, а оттуда на дачу брата в Кисловодске. Мордовцев полагал, что климат Кисловодска укрепит его здоровье, но писатель оставался прикованным к постели.
Мордовцев умер в том же году, в возрасте 74 лет. Его похоронили подле родителей на Новосёловском кладбище Ростова-на-Дону. Сегодня памятник с его могилы находится на Братском кладбище Ростова-на-Дону. Саму могилу переносить не стали, она была уничтожена вместе с Новопоселенческим кладбищем.

## Творчество
В молодые годы Мордовцев находился под сильным влиянием Николая Костомарова. Литературную деятельность начал украинскими стихами в изданном Костомаровым «Малорусском литературном сборнике» (Саратов, 1859) и рядом исторических монографий в «Русском слове», «Русском вестнике», «Вестнике Европы», «Всемирном труде», посвящённых по преимуществу самозванцам и разбойничеству. Отдельными изданиями выходили такие его исторические труды, как «Гайдамачина» (СПб., 1870 и 1884), «Самозванцы и понизовая вольница» (СПб., 1867 и 1884), «Политические движения русского народа» (В 2-х томах. СПб., 1871). 

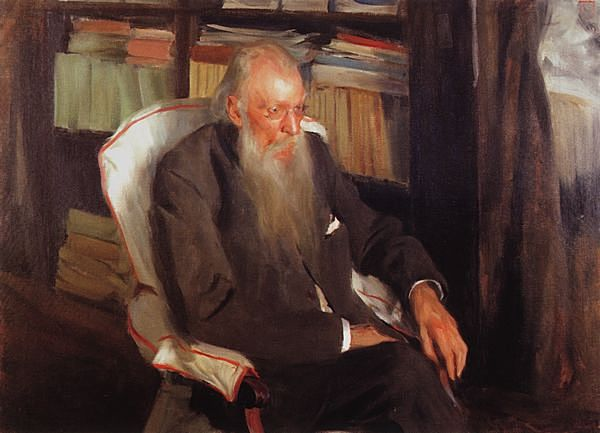
Д. Л. Мордовцев в 1901 году. Портрет работы Б. Кустодиева.

Первую известность в литературном мире приобрёл как автор романа из жизни прогрессивной интеллигенции «Знамения времени» (1869). Пользовались успехом и его публицистические статьи, написанные в полуюмористической форме от имени мистера Плумпудинга; они появлялись в начале 1870-х гг. в «Отечественных записках» за подписью Д. С… о-М…ць.
С конца 1870-х годов Мордовцев посвятил себя почти исключительно историческому роману и проявил на этом поприще такую плодовитость, что стал соперником признанных «королей» исторической беллетристики — графа Салиаса и Г. Данилевского. Наиболее известны: повести «Наносная беда» (1879), «Сидение раскольников в Соловках» (1880), «Социалист прошлого века» (1882); романы «Идеалисты и реалисты» (1878), «Царь и Гетман» (В 2-х частях. 1880), «Великий раскол» (В 2-х частях. 1891), «Господин Великий Новгород» (1882), «Замурованная царица» (1891), «Москва слезам не верит : Ист. повесть времен царствования Иоанна Грозного» (1885), «Царь Пётр и правительница Софья» (1885), «Державный плотник», «Лжедимитрий» (1879), «Похороны» (В 2-х частях. 1886), «Двенадцатый год» (В 3-х частях. 1885) и «За чьи грехи : Повесть из времен бунта Разина» (1891).
Мордовцев написал также много популярных культурно-исторических очерков в полубеллетристической форме: «Ванька Каин» (1876), «Русские исторические женщины» (1874), «Русские женщины нового времени» (В 3-х томах. 1874), «Исторические пропилеи» (В 2-х томах. 1888) и другие.
Перу Мордовцева принадлежат и описания его путешествий: «Поездка в Иерусалим : Наброски дорожных впечатлений» (1895), «Поездка к пирамидам» (1881), «По Италии : Путевые арабески» (1884), «По Испании : Путевые арабески» (1884), «На Арарат : наброски путевых впечатлений» (1883), «В гостях у Тамерлана» и др.
На украинском языке были изданы книги: «Две судьбы» (укр. Дві долі. 1898), «Палий» (укр. Палiй воскресытель Правобережной Украины, историчне оповидання. 1902). Произведения Мордовцева на украинском языке собраны в книжке «Оповидання» (СПб., 1885). Ему же принадлежит украинская полемическая брошюра против Пантелеймона Кулиша «За крашанку — писанка» (1882).

## Творческие идеалы и критика
В отличие от такого же украинофила Данилевского и аристократа Салиаса, Мордовцева интересовали в истории не цари и придворные, а народные массы. Он считал, что идеал исторического произведения состоит в «обстоятельной, беспристрастно и умно-художественно нарисованной картине того, как пахал землю, вносил подати, отбывал рекрутчину, благоденствовал и страдал русский народ, как он коснел или развивался, как подчас он бунтовал и разбойничал целыми массами, воровал и бегал тоже массами, в то время, когда для счастия его работали генералы, полководцы и законодатели».
В основе любого строя Мордовцев видел две противоположные силы — центробежную и центростремительную. Мордовцев был сторонником центробежных сил, им он посвящал свои исторические произведения. В связи с этим его часто критиковали за недооценку роли в историческом процессе «вертикали власти», то есть столицы, центра, монарха.

## Сочинения
- Мордовцев, Д. Л. Собрание сочинений. — СПб. : Изд. Н. Ф. Мертц, 1901—1902. — Т. 1—50. (Беспл. прилож. к журн. «Север» в 1901 году т. 1—24 и в 1902 году — т. 25—50).
- Мордовцев, Д. Л. Полное собрание исторических романов, повестей и рассказов... — СПб. : Изд. П. П. Сойкин, 1914. — Т. 1—33. (Беспл. прилож. к журн. «Природа и люди». Деление на тома условное. На тит. листах нет обозначения томов. Изд. вышло в 59 книгах).
- Мордовцев, Д. Л. Первое полное собрание сочинений. — СПб. : Изд. И. П. Перевозников, 1901—1915. — Т. 1—60 (75 кн.). (Изд. состоит из трех серий по 20 томов в каждой. Некоторые тома изданы в двух частях. Выход тт. 55, 58—60 не установлен).
- Мордовцев, Д. Л. Сочинения в двух томах. — М. : Художественная литература, 1991. — ISBN 978-5-280-01540-1.
- Мордовцев, Д. Л. Собрание сочинений в 14 томах. — М. : Терра, 1995. — 7840 с. — ISBN 5-300-00170-8.
- Мордовцев, Д. Л. Гайдамачина : ист. монография. — СПб. : Изд. К. Н. Плотникова, 1870. — 484 с.
- Мордовцев, Д. Л. Политические движения русского народа : ист. монография : в 2 т.. — СПб. : Изд. С. В. Звонарева, 1871.
- Мордовцев, Д. Л. Русские женщины Нового времени. Биографические очерки из русской истории. Женщины первой половины XVIII века. — СПб., 1874. — 383 с.
- Мордовцев, Д. Л. Русские женщины Нового времени. Биографические очерки из русской истории. Женщины девятнадцатого века. — СПб., 1874. — 335 с.
- Мордовцев, Д. Л. Десятилетие русского земства. 1864—1875. — СПб. : Тип. А. А. Краевского, 1877. — [2], II, VI, 374 с.
- Мордовцев, Д. Л. Славянские драмы. — СПб., 1877. (Изд. было уничтожено по постановлению Ком. министров).
- Мордовцев, Д. Л. Самозванцы и понизовая вольница : ист. монография : в 2 т.. — 2-е изд. — СПб. : Тип. Н. А. Лебедева, 1886.
- Мордовцев, Д. Л. Знамения времени : роман. — СПб., 1900. — 396 с.
- Мордовцев, Д. Л. Твори : [Лит.-критич. сборник В. Г. Беляева] : в 2 т.. — Киев, 1958.
- Мордовцев, Д. Л. Державный плотник : Петр I. : Ист. роман. — СПб. : Тип. Спб. градоначальства, 1899. — 219 с.
- Мордовцев, Д. Л. Державный плотник : роман и повести. — М. : Советская Россия, 1990. — 480 с. — ISBN 5-268-01024-7.

Из журнальных публикаций
- Мордовцев, Д. Л. Вечевой колокол // Исторический вестник. — 1886. — Т. 23, № 1. — С. 7—14.
- Мордовцев, Д. Л. «Поиманы есте Богом и великим государем!…» Исторический фреск. 1509—1510 // Исторический вестник. — 1888. — Т. 31, № 1. — С. 113—146.